# Droga wojewódzka 520
Die Droga wojewódzka 520 (DW 520) ist eine polnische Woiwodschaftsstraße. Auf einer Länge von 14 Kilometern verbindet sie den Südosten der Woiwodschaft Pommern mit dem Westen der Woiwodschaft Ermland-Masuren und stellt dabei gleichzeitig ein Bindeglied dar zwischen den Woiwodschaftsstraßen DW 521 und DW 522 im Powiat Kwidzyński (Kreis Marienwerder in Westpreußen) mit der DW 515 im Powiat Iławski (Kreis Deutsch Eylau).

## Streckenverlauf der DW 520
Woiwodschaft Pommern
- Powiat Kwidzyński (Kreis Marienwerder in Westpreußen):
  - Prabuty (Riesenburg) (→ DW 521: Kwidzyn (Marienwerder in Westpreußen)–Susz (Rosenberg in Westpreußen)–Iława (Deutsch Eylau)) und DW 522: Górki (Gurken, 1938–45: Berghausen)–Trumieje (Klein Tromnau)–Sobiewola (Eigenwill)
  - Obrzynowo (Riesenkirch)
  - X ehemalige Bahnstrecke Myślice (Miswalde)–Szlachta (Schlachta) X

Woiwodschaft Ermland-Masuren

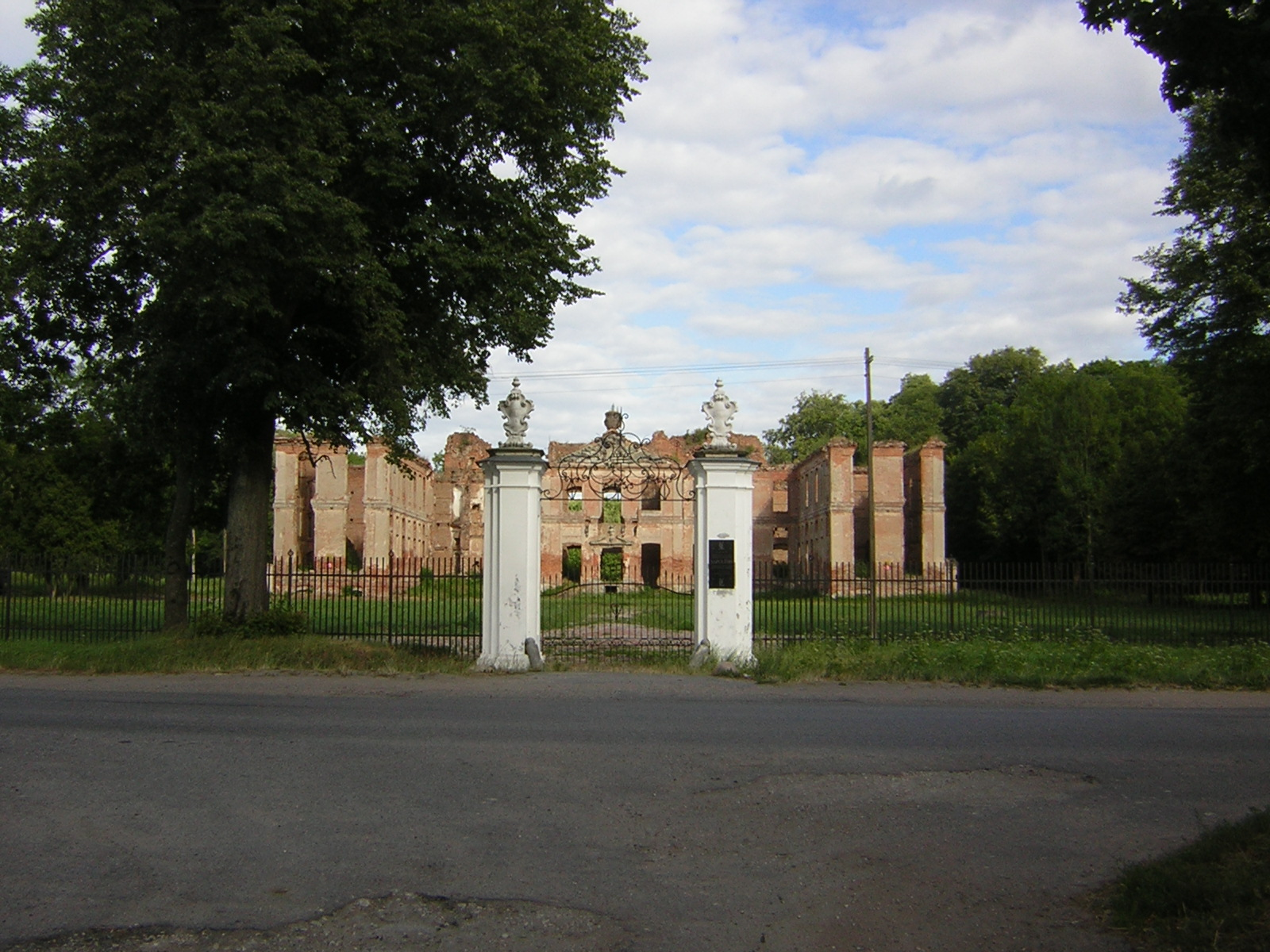
Ruine Schloss Finckenstein

- Powiat Iławski (Kreis Deutsch Eylau):
  - Lubnowy Wielkie (Groß Liebenau)
  - Kamieniec (Finckenstein) (→ DW 515: Susz (Rosenberg in Westpreußen)–Dzierzgoń (Christburg)–Malbork (Marienburg in Westpreußen))